# گمینا یابووننا لاتسکا
گمینا یابووننا لاتسکا (به لهستانی:  Gmina Jabłonna Lacka) یک گمینا در لهستان است که در شهرستان سوکوووف واقع شده‌است. گمینا یابووننا لاتسکا ۱۴۹٫۴ کیلومتر مربع مساحت و ۴٬۷۶۶ نفر جمعیت دارد.